# Suncus etruscus
La musaraña o musgaño enano (Suncus etruscus) es una especie de mamífero soricomorfo de la familia Soricidae. Es uno de los mamíferos más pequeños que existe, con una longitud corporal de unos 35 a 50 mm, una cola de 2-3 cm, y un peso 1,8 a 3 g.
Vive en Europa meridional, norte de África y Asia meridional hasta Malasia. Su pelo es suave de un tono gris oscuro en la zona dorsal y gris claro en la ventral. Los machos disponen de glándulas almizcleras en los flancos. Tiene un ritmo cardíaco elevadísimo, unas 1200 pulsaciones por minuto.
Su hábitat lo constituyen las zonas con abundante vegetación, los pequeños cursos de agua y los cultivos y jardines. Difícil de observar por su tamaño y porque es fundamentalmente nocturno. Se alimenta de invertebrados. Con una longitud  de entre 3,5 y 5 cm, es el mamífero terrestre más pequeño.[cita requerida]